# Riviera turca

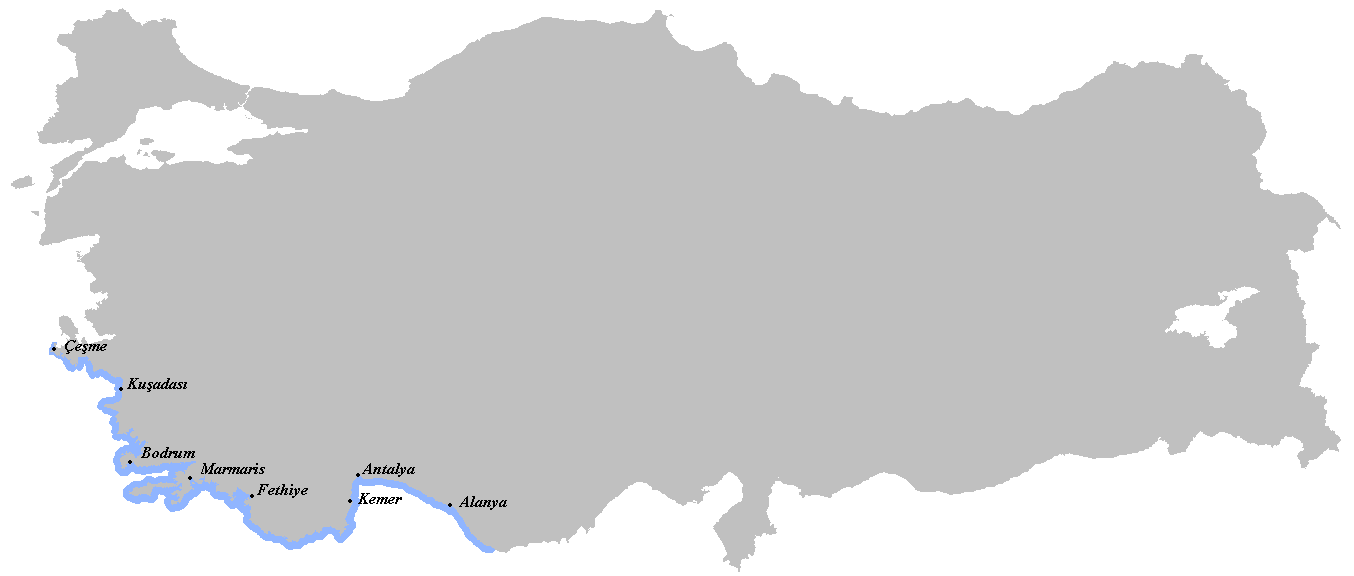
Mappa della costa turca, in blu la Riviera con Alanya, Antalya, Kemer, Fethiye, Marmaris, Bodrum, Kuşadası, Çeşme

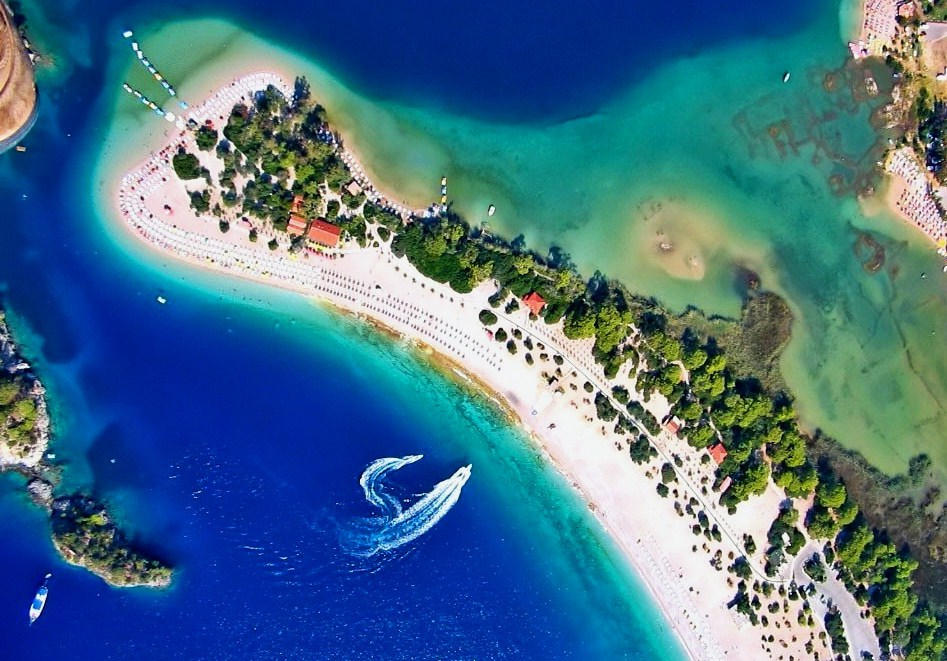
Ölüdeniz Beach a Fethiye

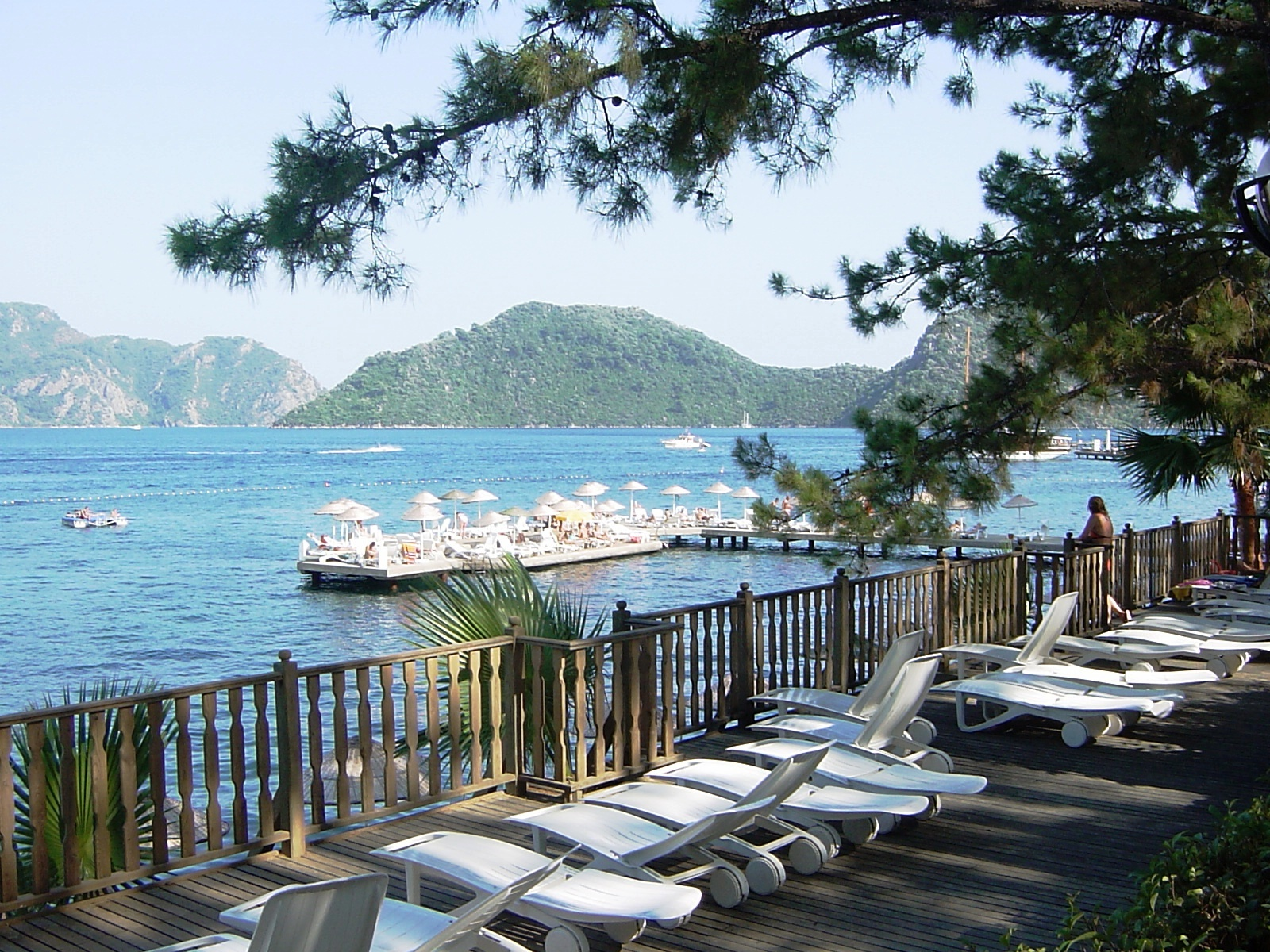
Spiagge di Marmaris

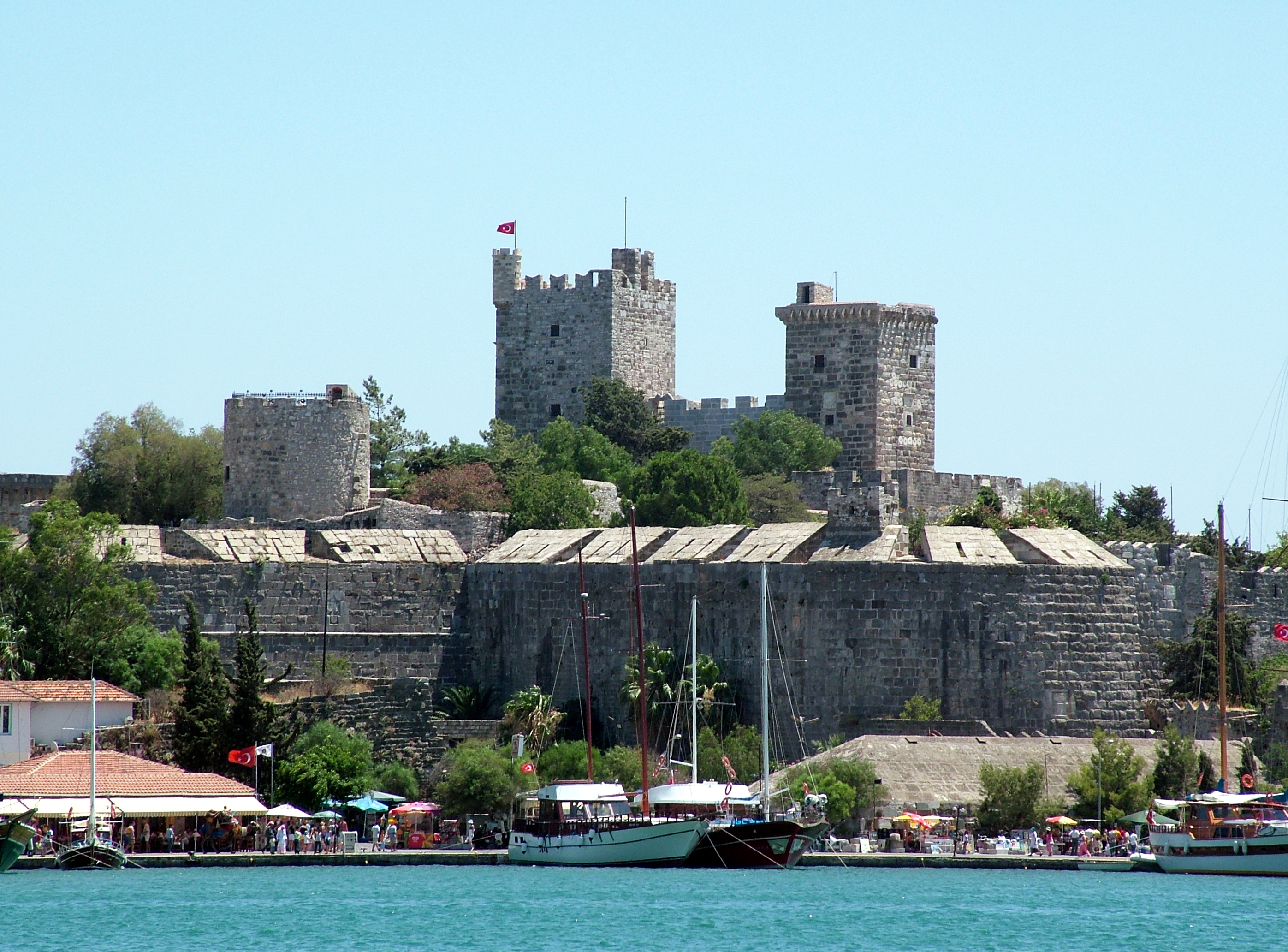
Castello di Bodrum, Bodrum

La riviera turca, in lingua turca Türk Rivierası, conosciuta anche, a livello informale, come costa turchese, è la costa nel sudovest della Turchia che comprende la provincia di Adalia e la provincia di Muğla, fino alla provincia di Aydın, alla provincia di İzmir e provincia di Mersin. La combinazione di clima favorevole, acqua calda, scenario montuoso, spiagge per migliaia di kilometri sul Mar Egeo e sul Mar Mediterraneo e siti di interesse naturalistico e archeologico la fanno una importante meta turistica nazionale e internazionale.
Tra i siti archeologici due tra le sette meraviglie del mondo: le rovine del mausoleo di Alicarnasso a Alicarnasso e il tempio di Artemide a Efeso.
Marco Antonio disse che per coronare il matrimonio con Cleopatra d'Egitto, le avrebbe regalato la costa turchese. San Nicola di Bari nacque a Patara di Licia. Erodoto nacque a Bodrum. Le montagne vulcaniche di Antalya, vicino Dalyan, ispirarono la leggenda della Chimera.

## Città e insediamenti
- Akbük
- Akyaka
- Alaçatı
- Alanya
- Antalya
- Armutalan
- Marmaris
- Belek
- Beycik
- Bitez
- Bodrum
- Bozburun

- Çamyuva
- Çeşme
- Çıralı
- Dalaman
- Dalyan
- Datça
- Demre
- Didim
- Fethiye
- Finike
- Gazipaşa
- Göcek

- Gökova
- Gümüşlük
- Güzelçamlı
- Hisarönü
- Ilıca
- İçmeler
- Kalkan
- Kaş
- Kekova
- Kemer
- Kızkumu
- Kumluca

- Kuşadası
- Konyaaltı
- Köyceğiz
- Lara (Antalya)
- Manavgat
- Marmaris
- Milas
- Muğla
- Olympos (Licia)
- Ortaca
- Ovacık
- Ölüdeniz

- Ören
- Özdere
- Patara di Licia
- Selimiye (Antalya)
- Side
- Simena
- Torba
- Turgutreis
- Turunç
- Türkbükü
- Ulupınarr
- Yalıkavak

## Galleria d'immagini

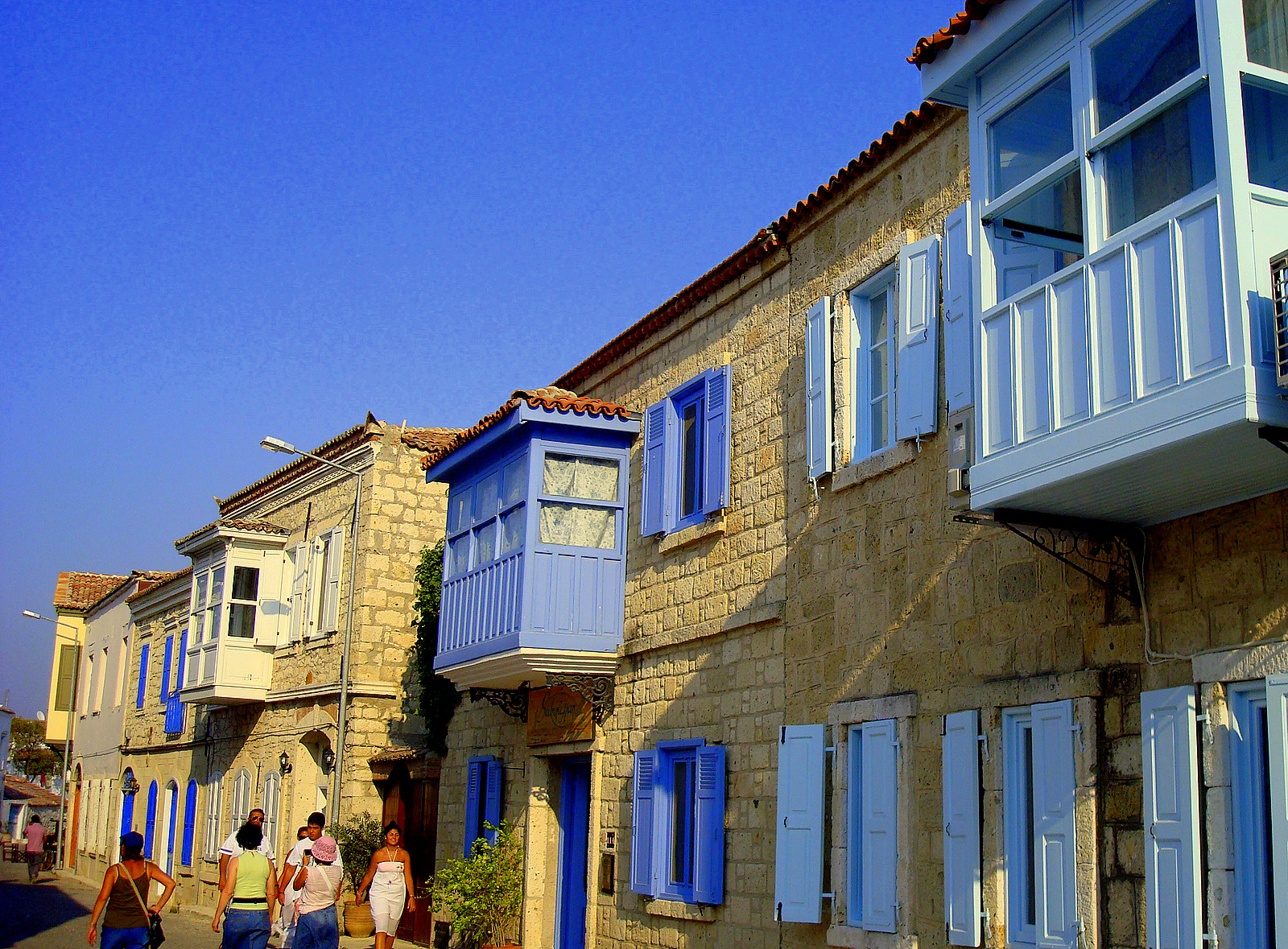
Tipica architettura di Alaçatı
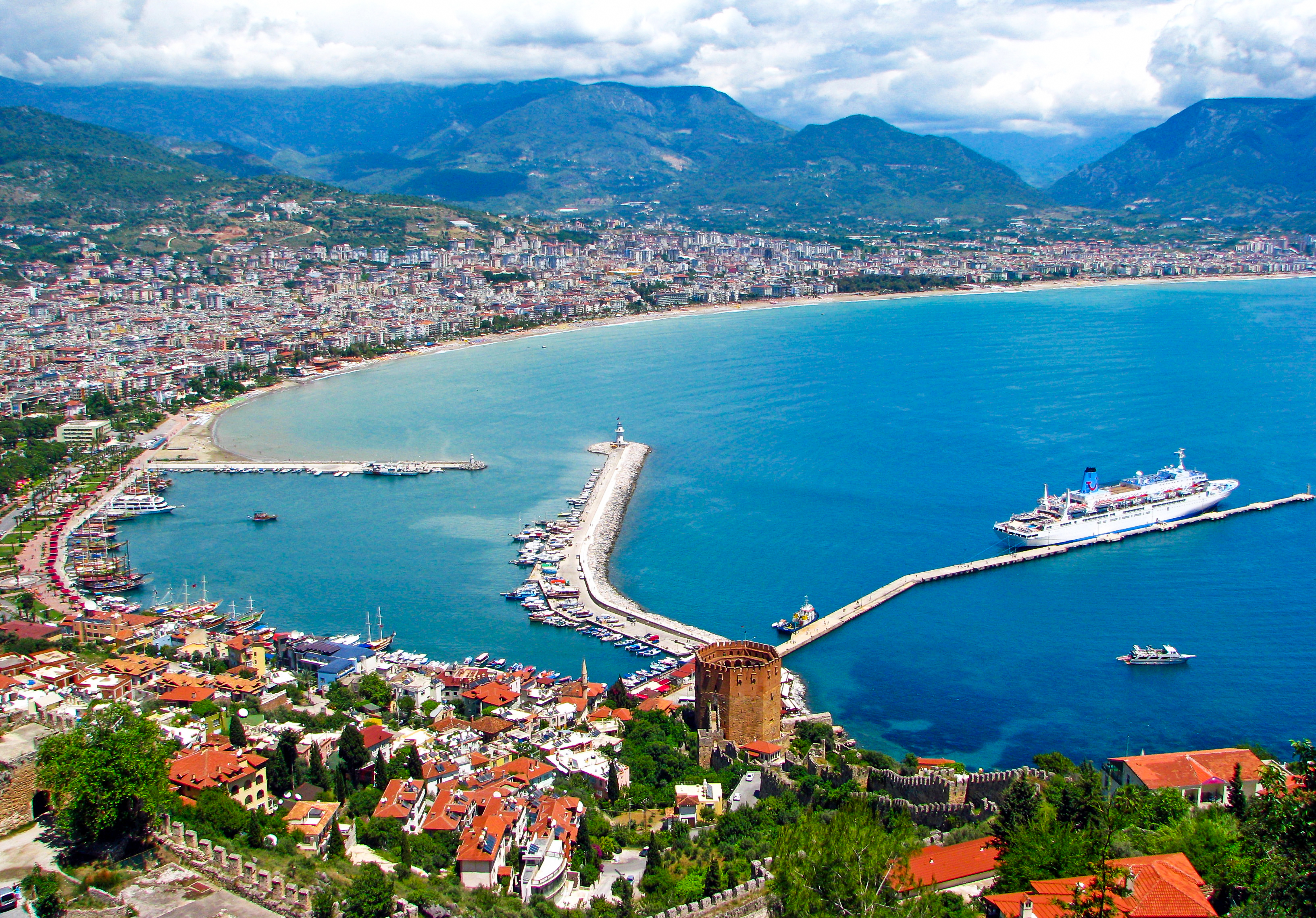
Alanya
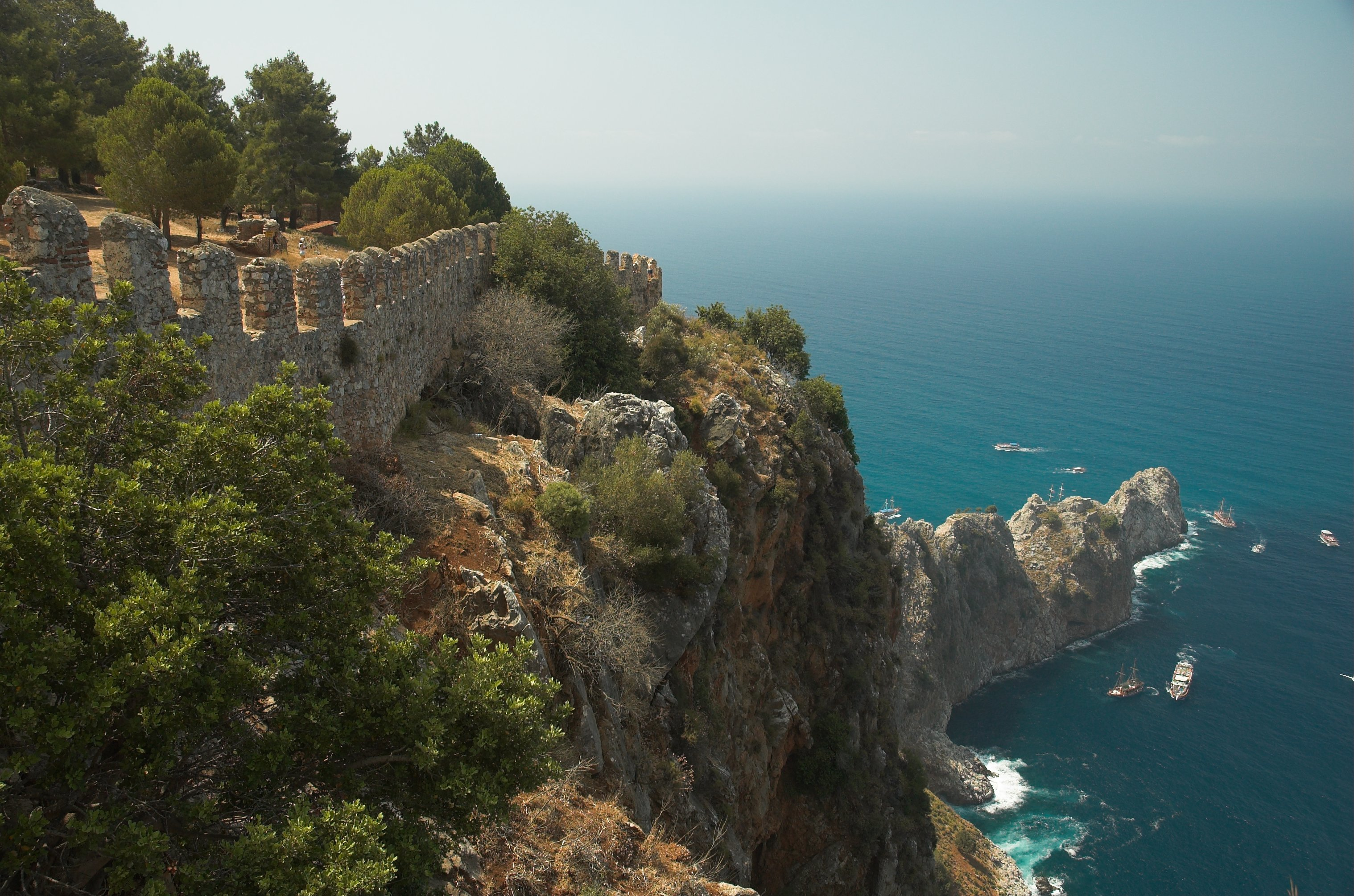
Penisola di Alanya
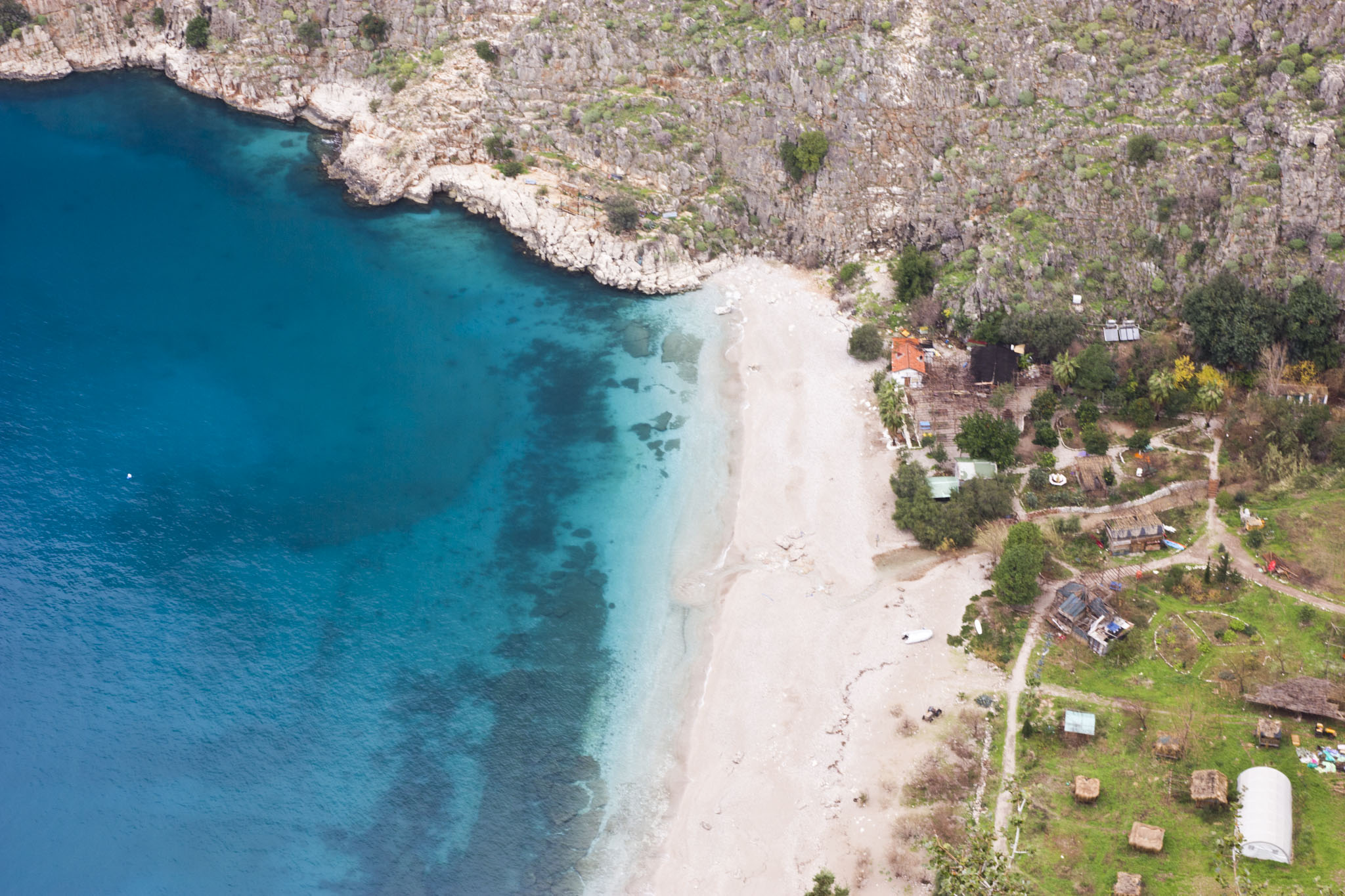
Kelebekler Vadisi
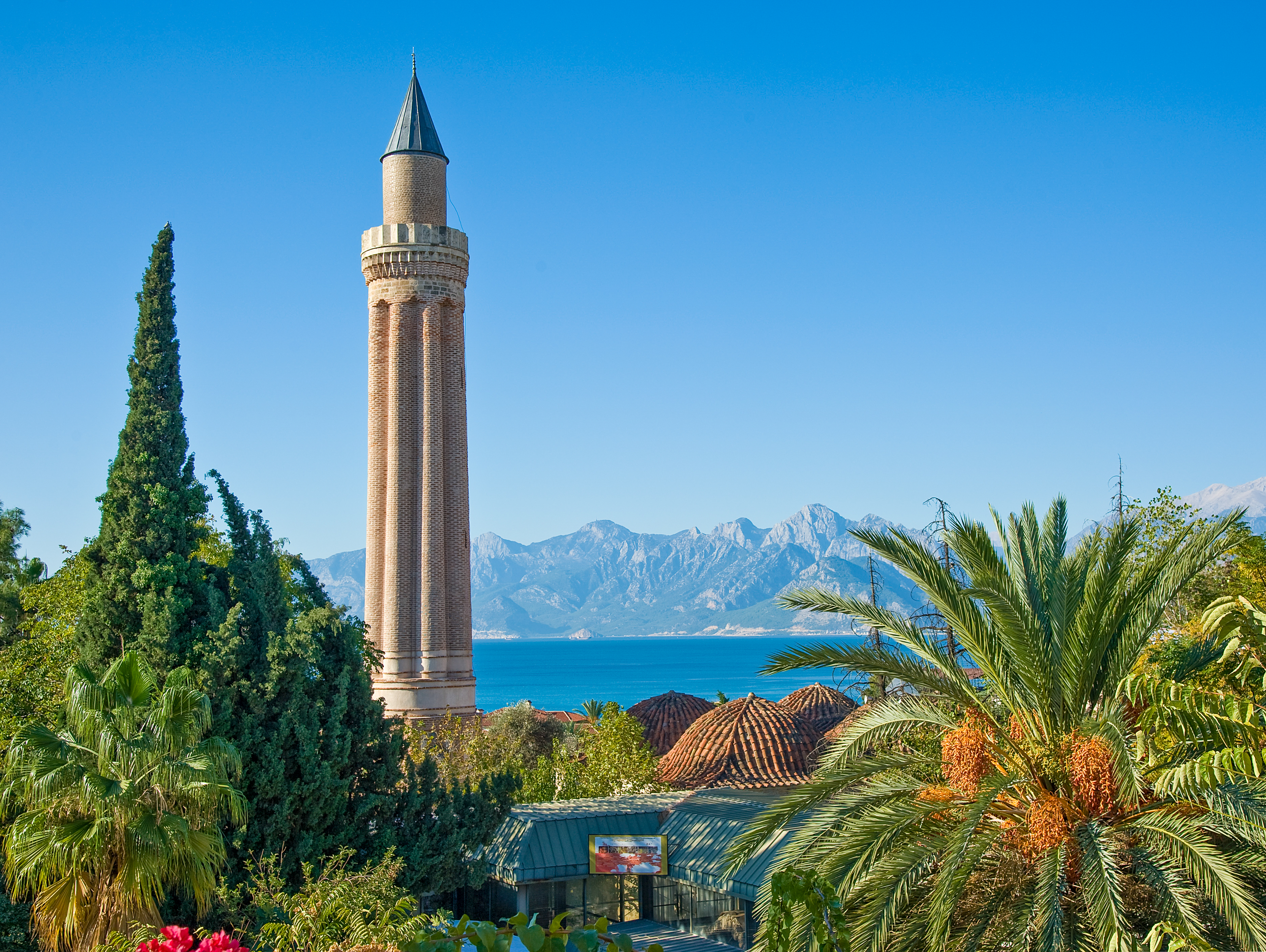
Yivli Minare, Golfo di Antalya
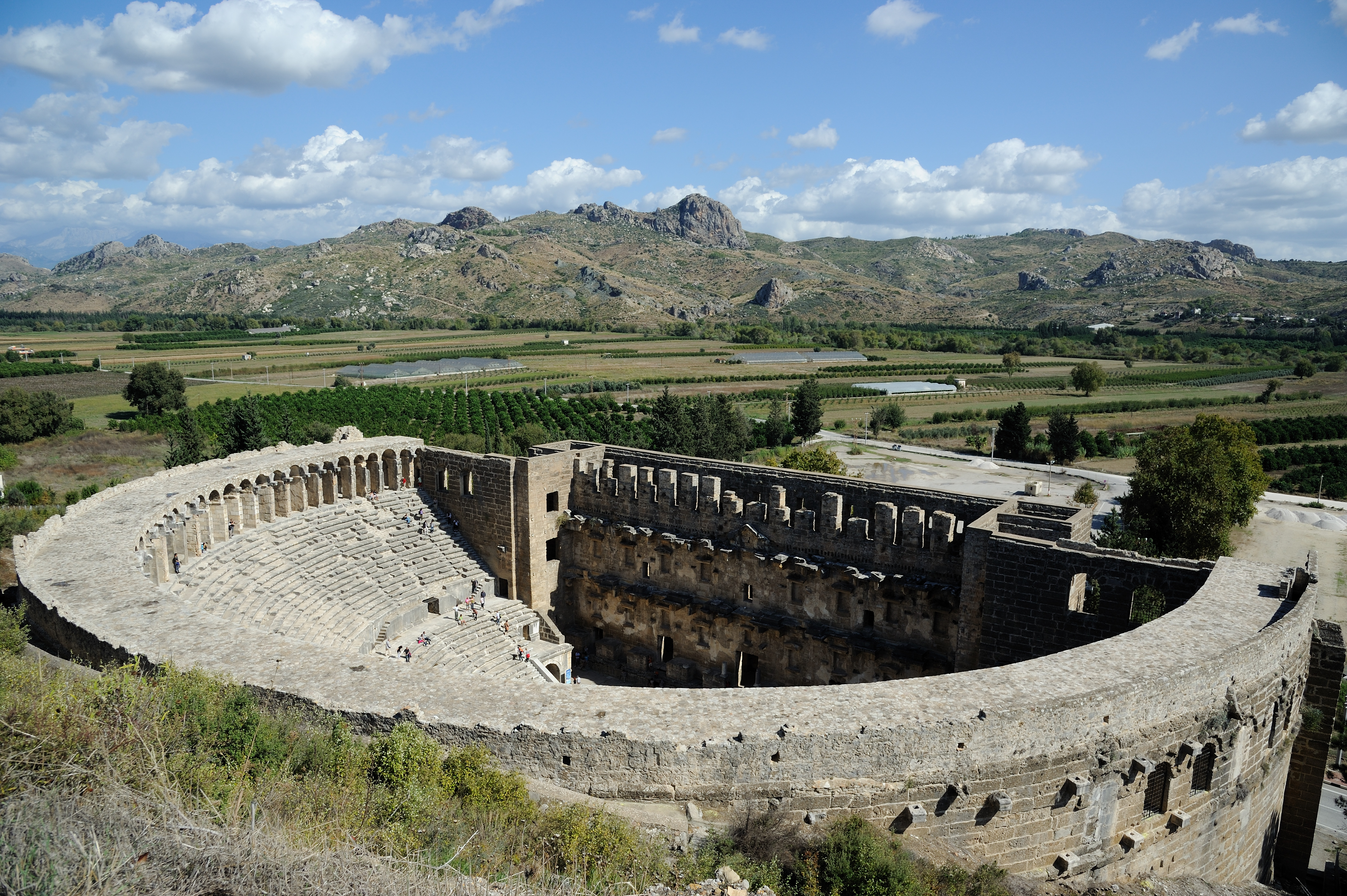
Anfiteatro romanico di Aspendos, Antalya
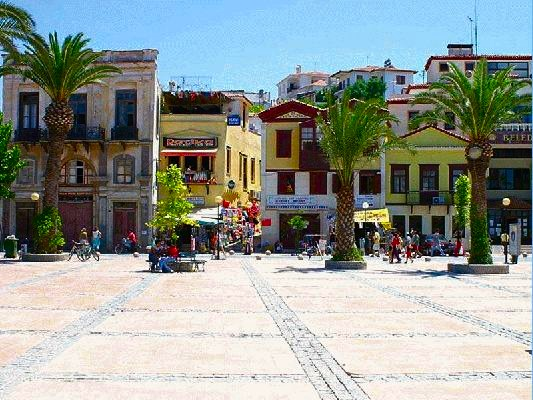
Case tipiche di Çeşme
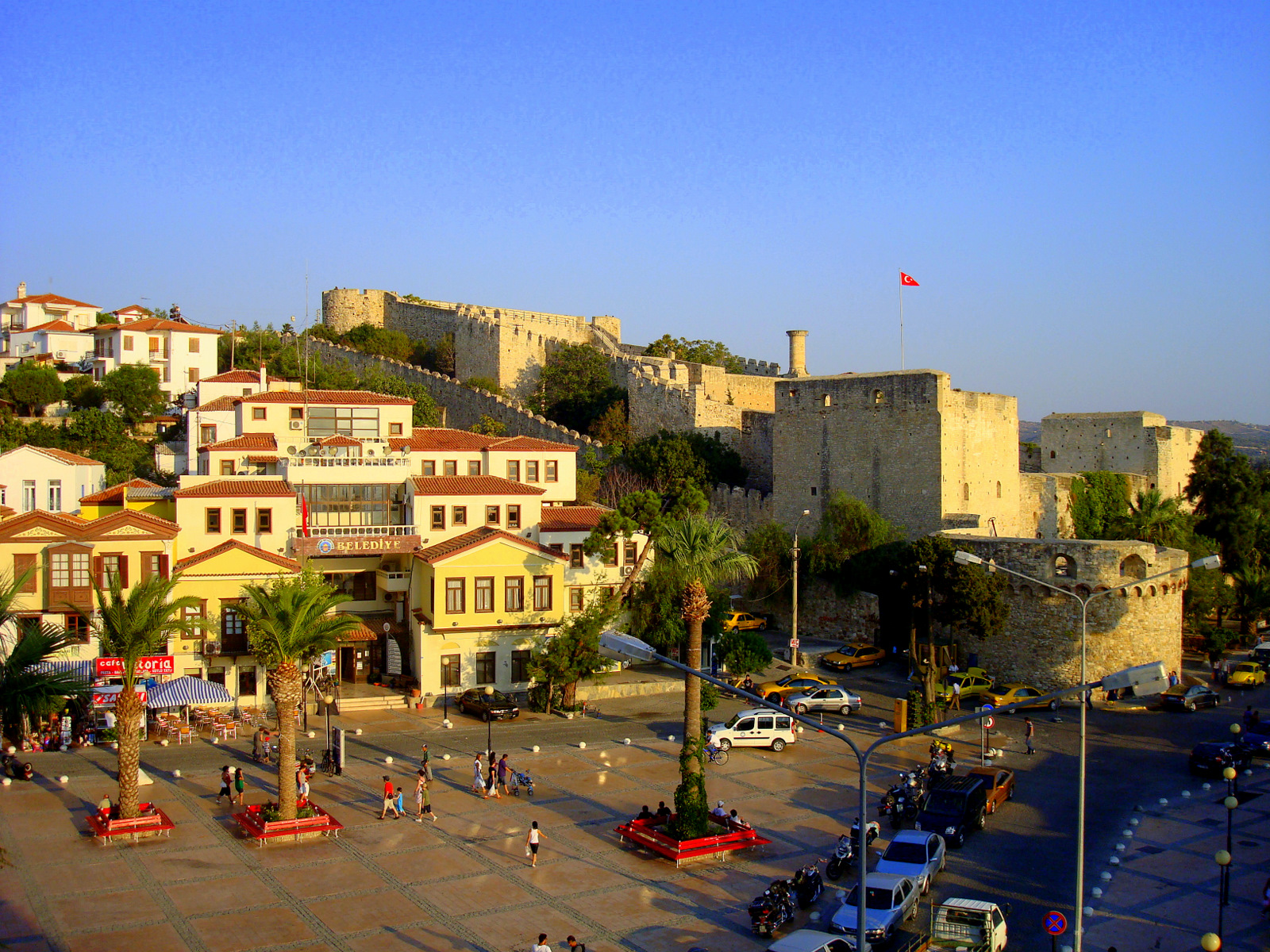
Castello di Çeşme
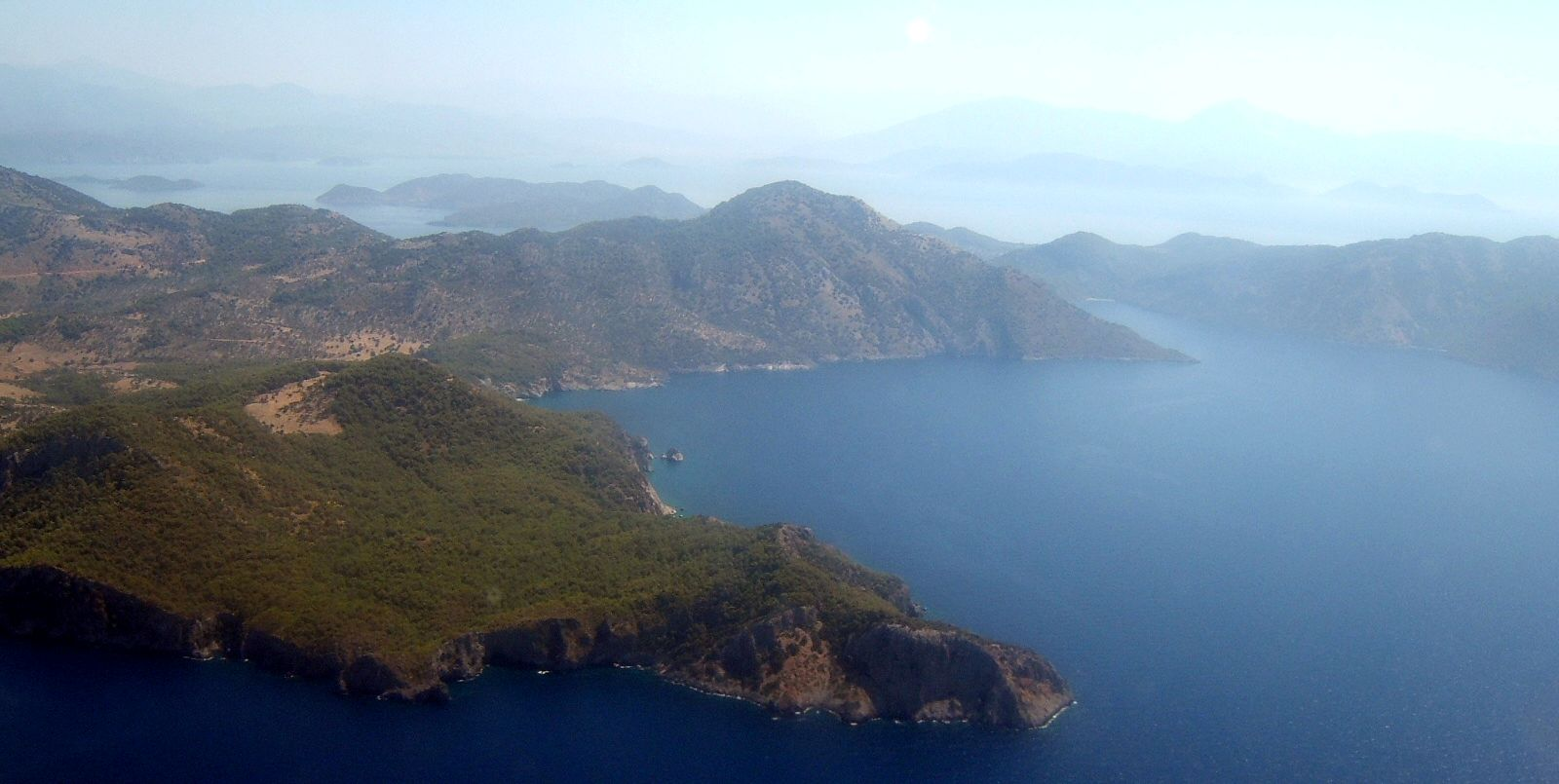
Costa di Dalaman
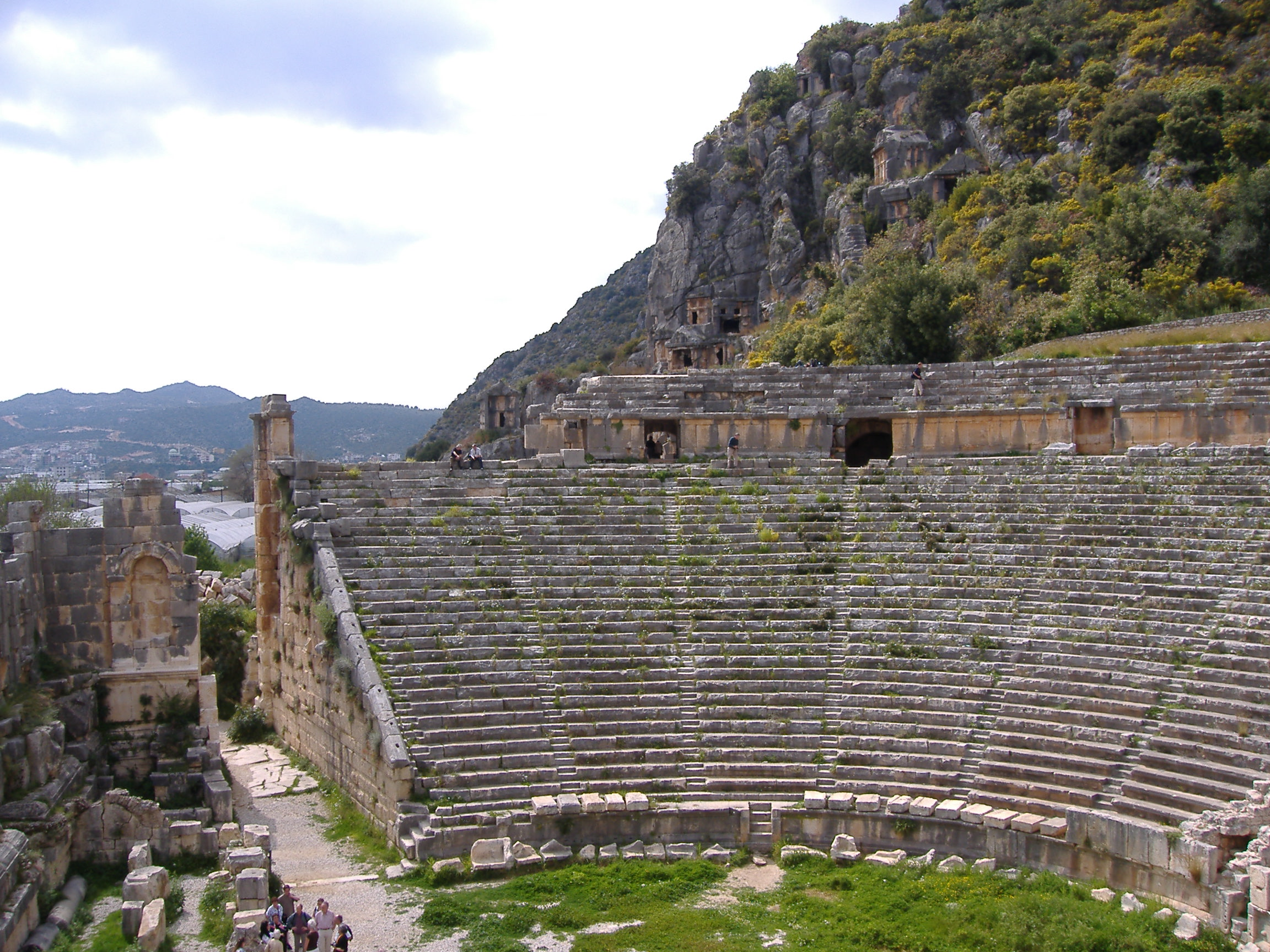
Anfiteatro di Myra
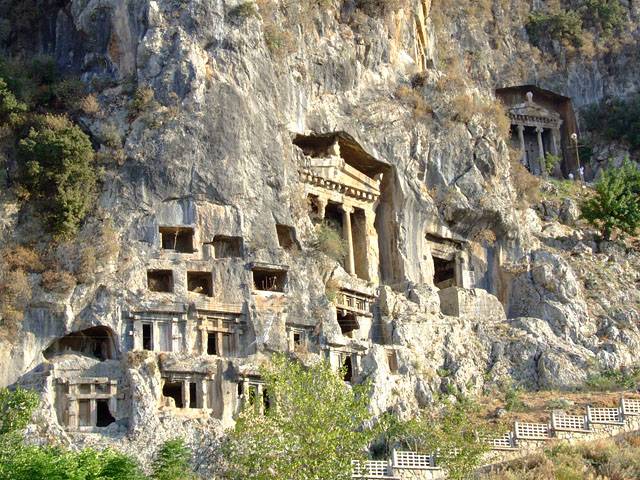
Tombe di Lycia a Fethiye
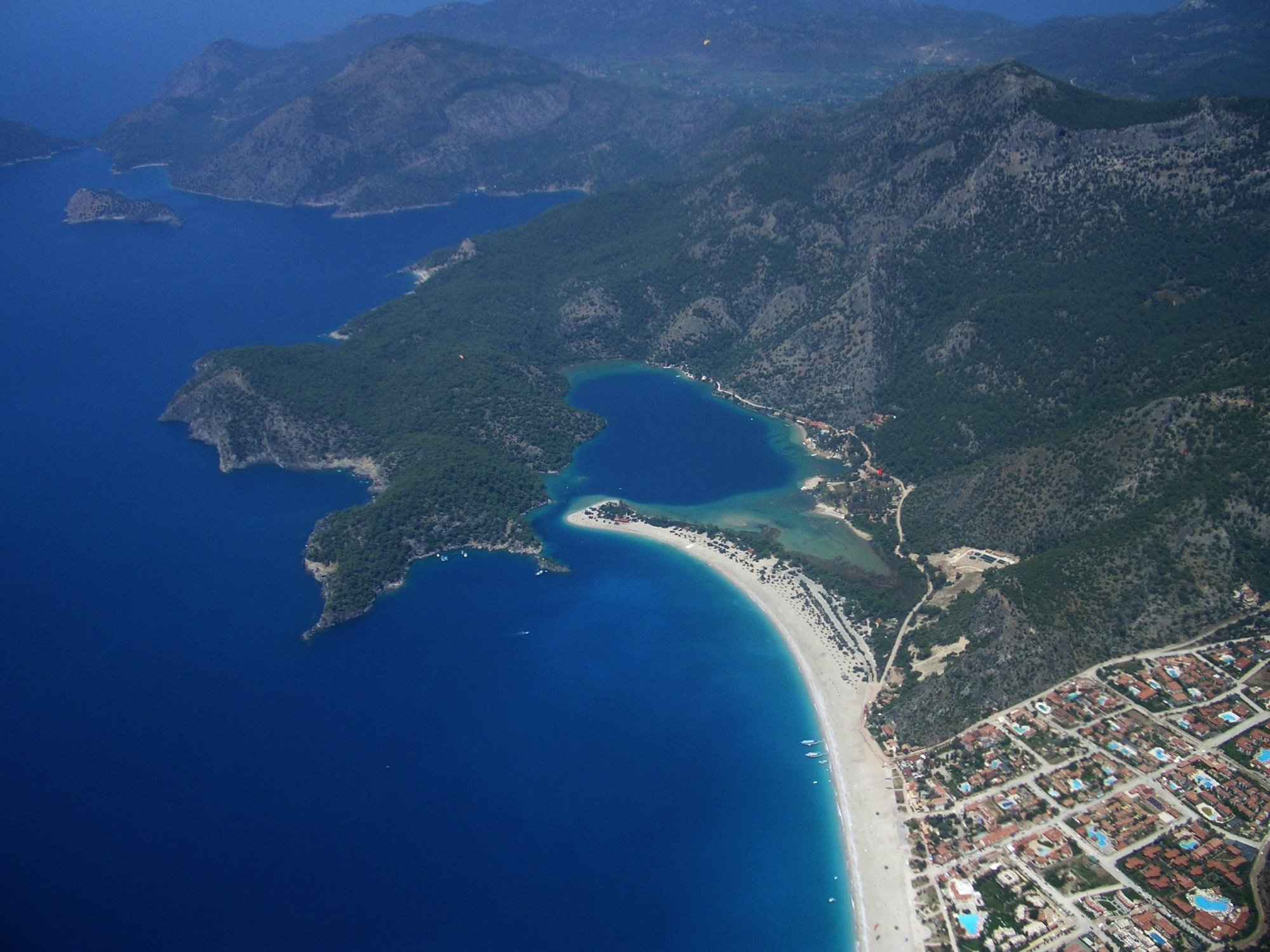
View of Ölüdeniz
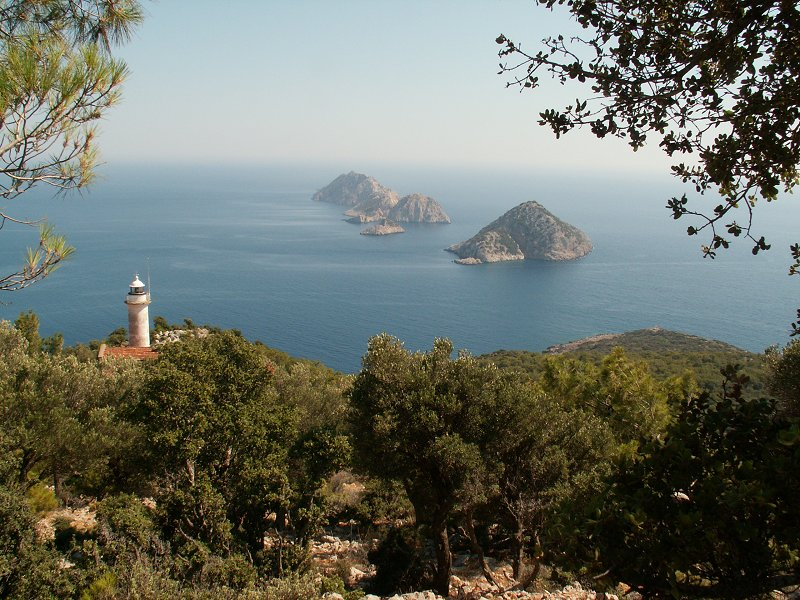
Capo Gelidonya a Finike
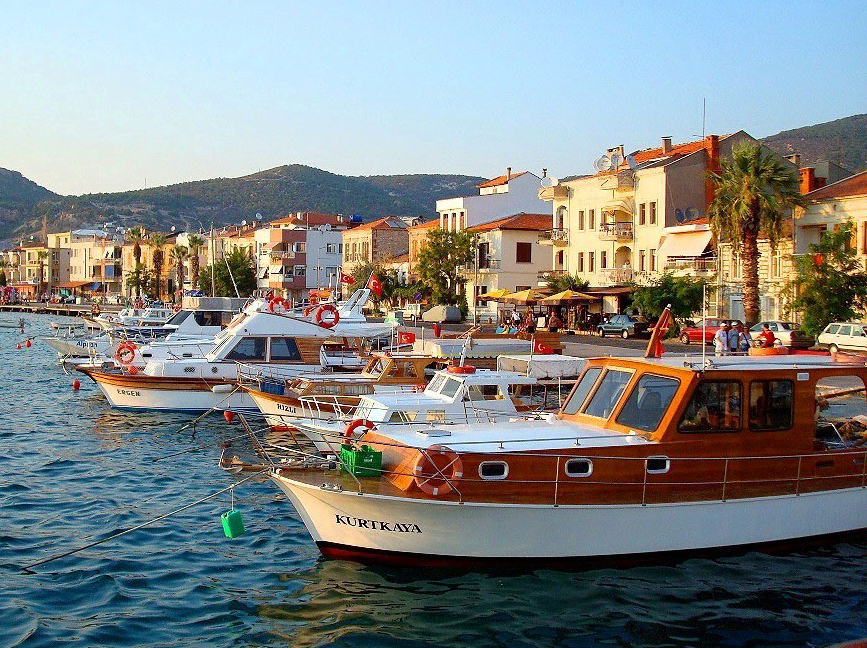
Porto di Foça
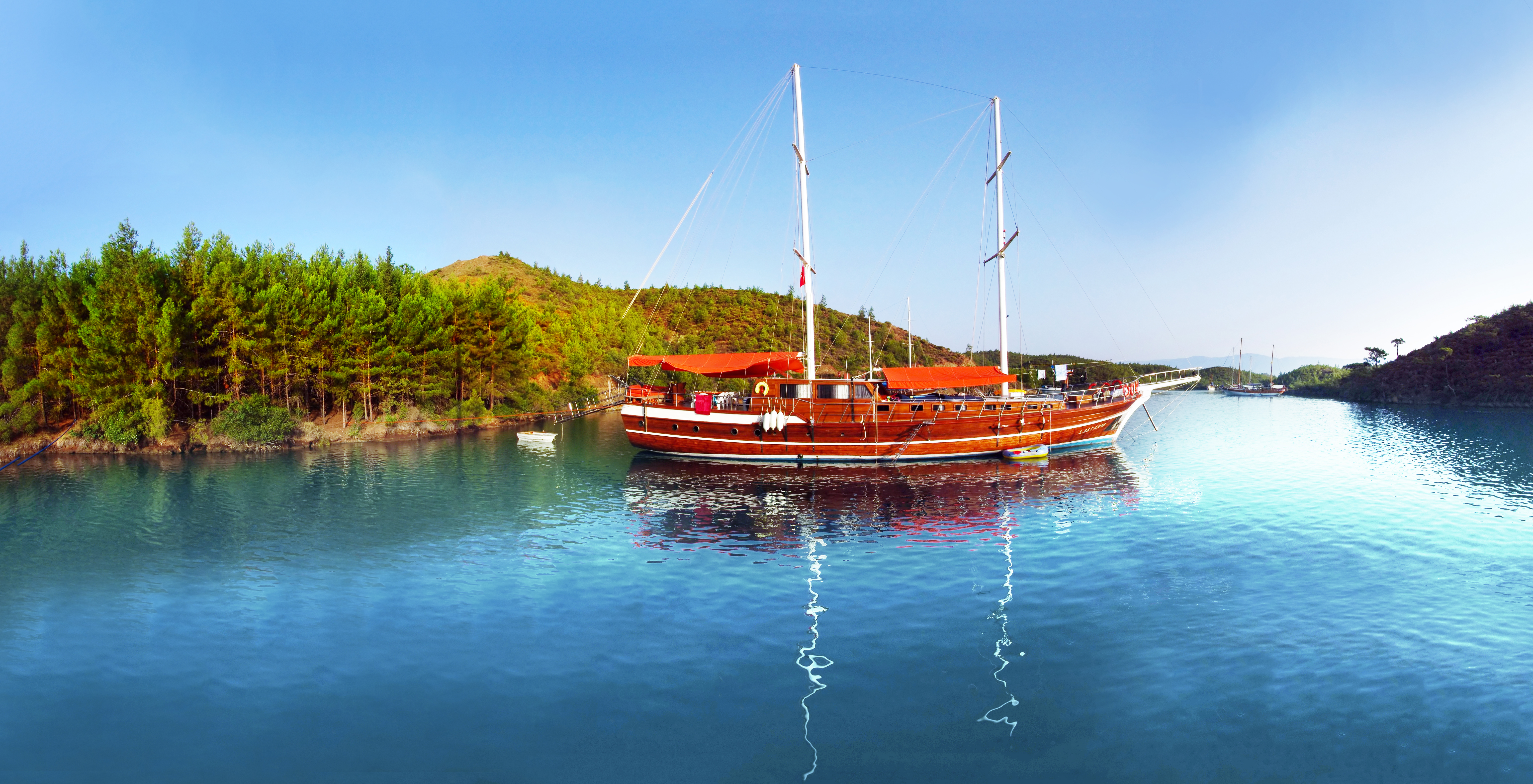
Goletta a Gökova
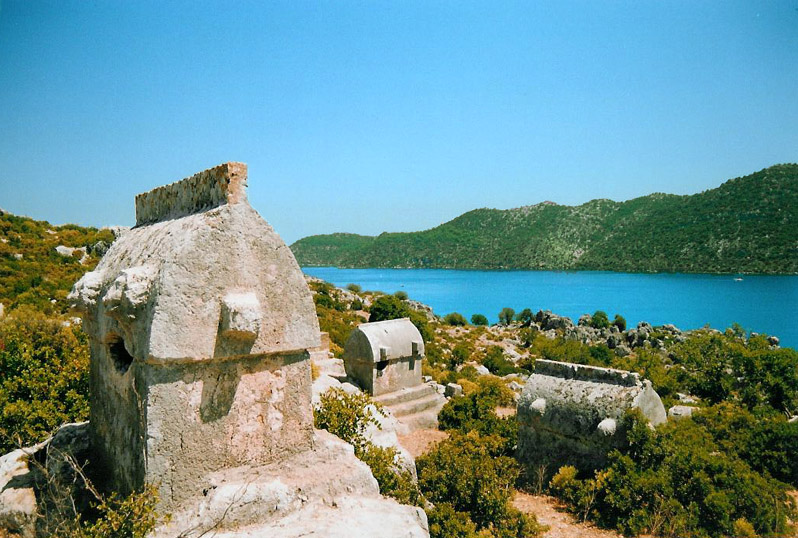
Resti antichi di Kaleköy
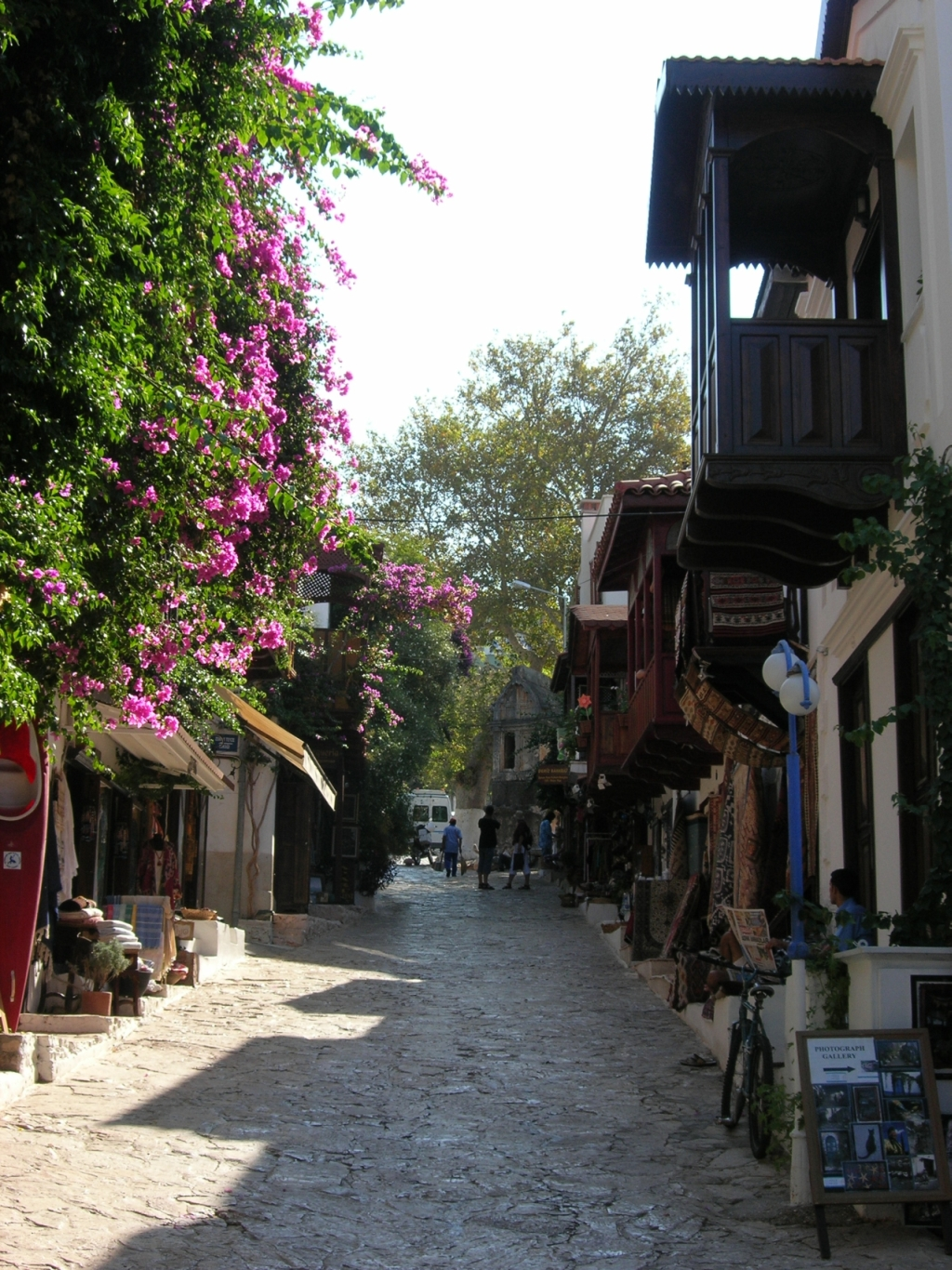
Strada a Kaş
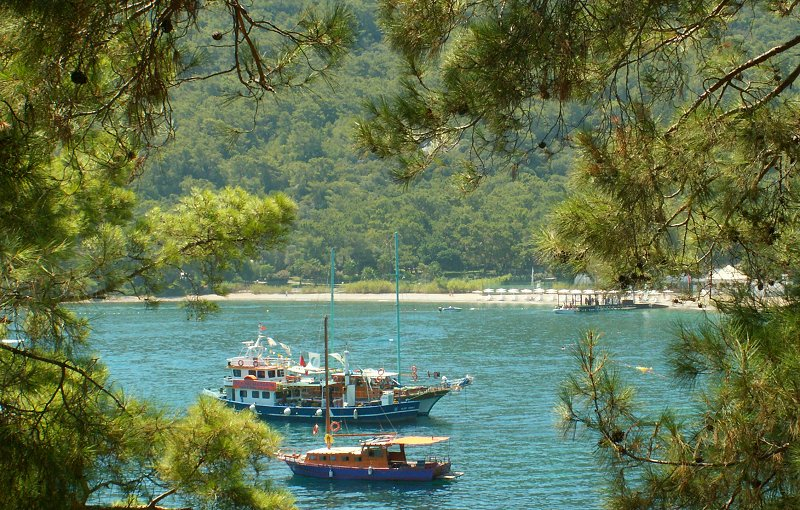
Moonlight Beach a Kemer
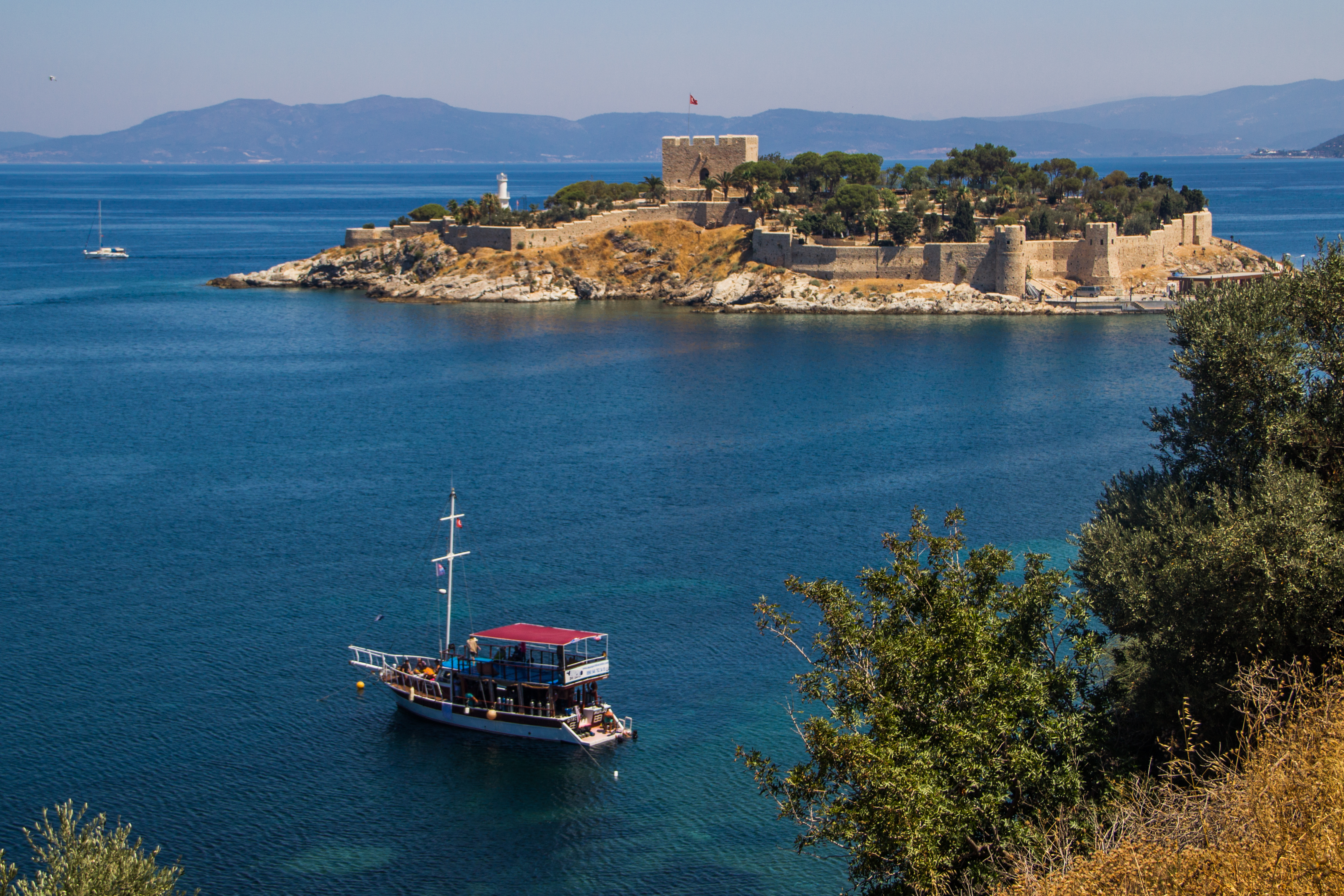
Isola di Güvercinada
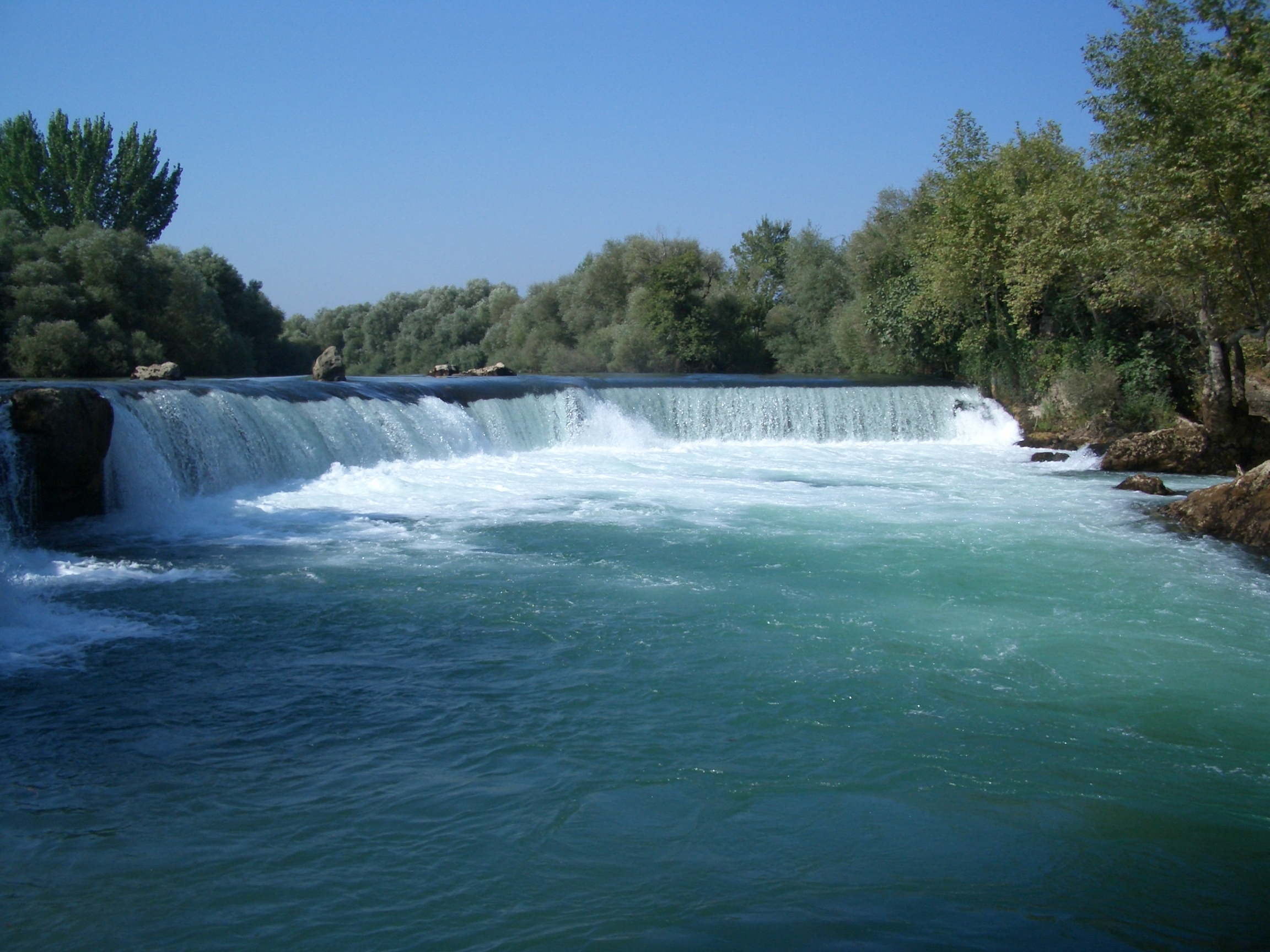
Manavgat
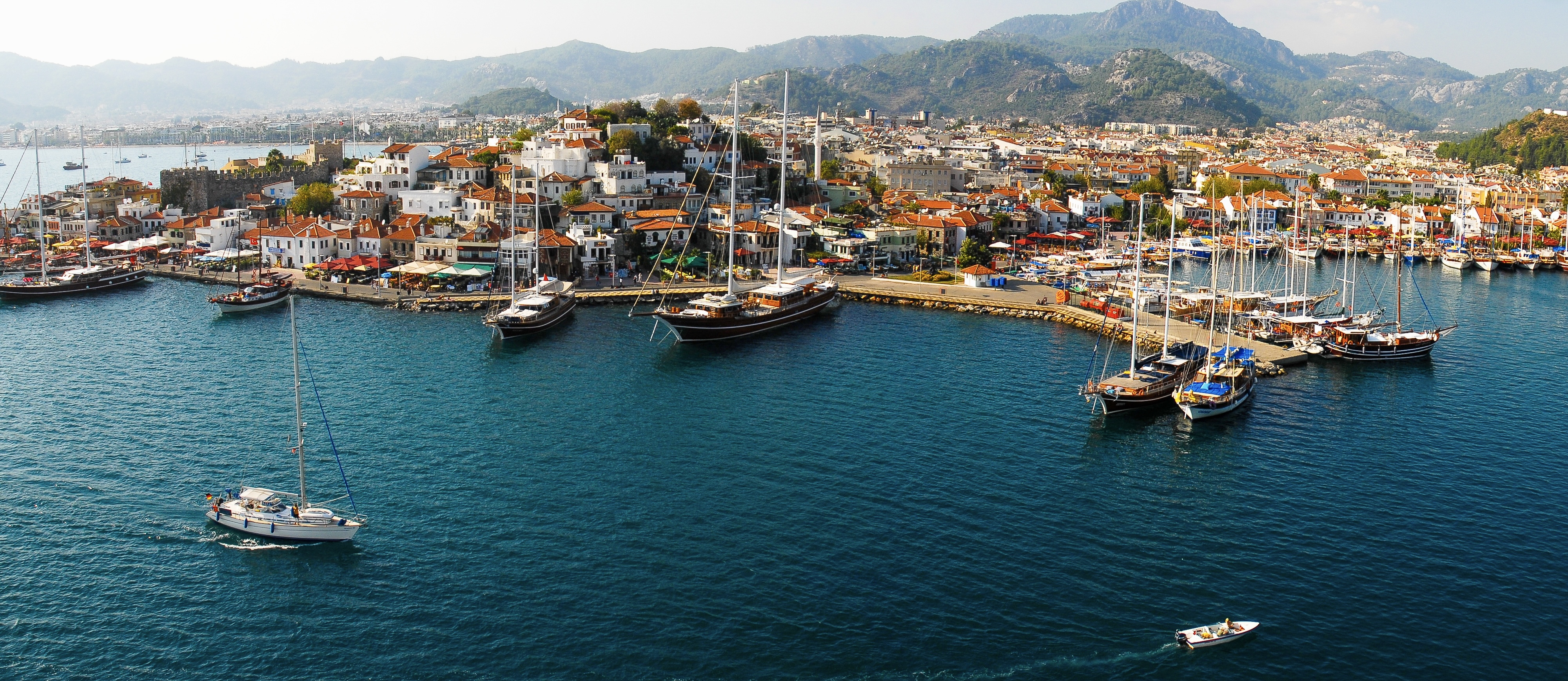
Marmaris
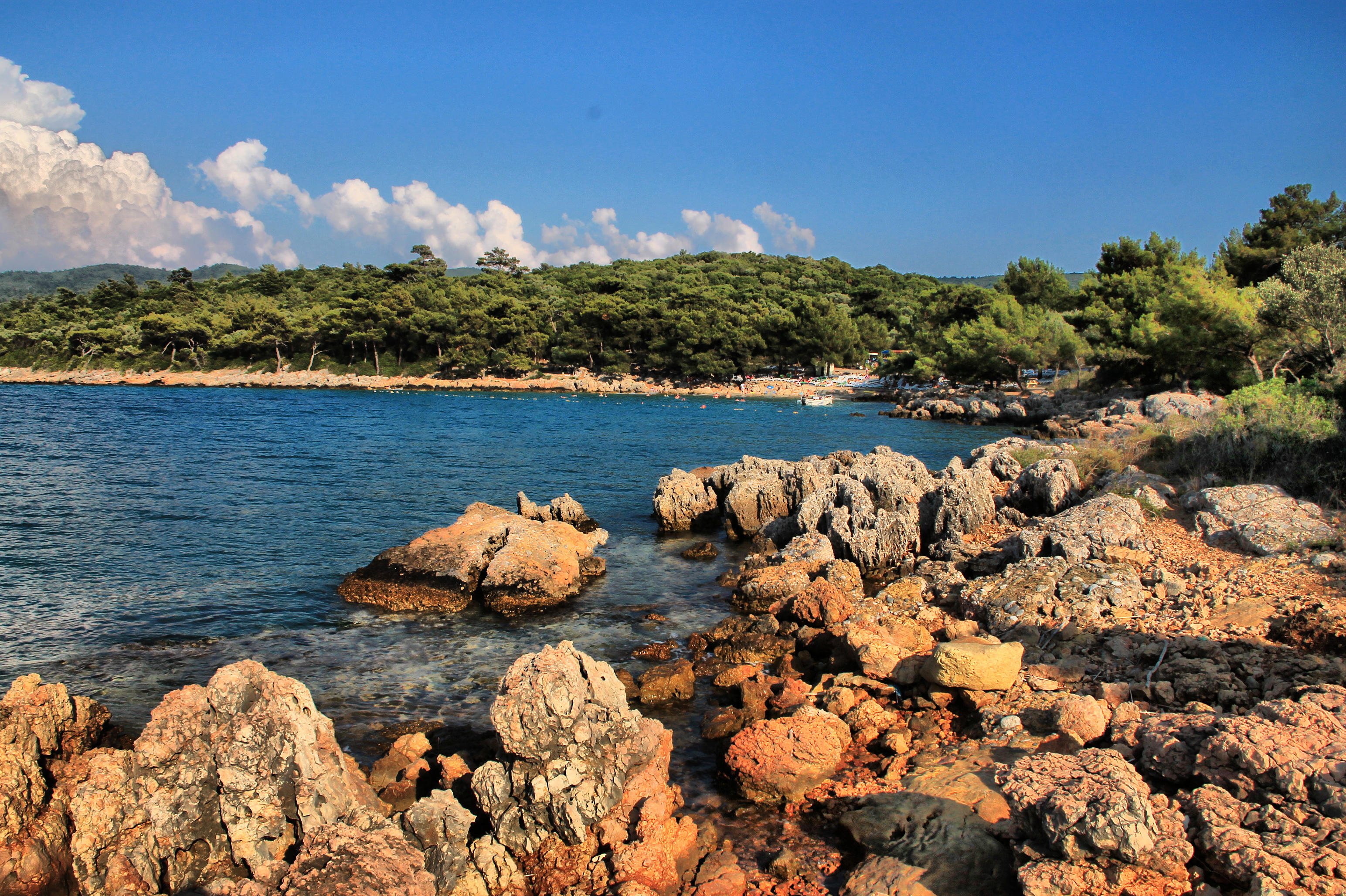
Karaca a Marmaris
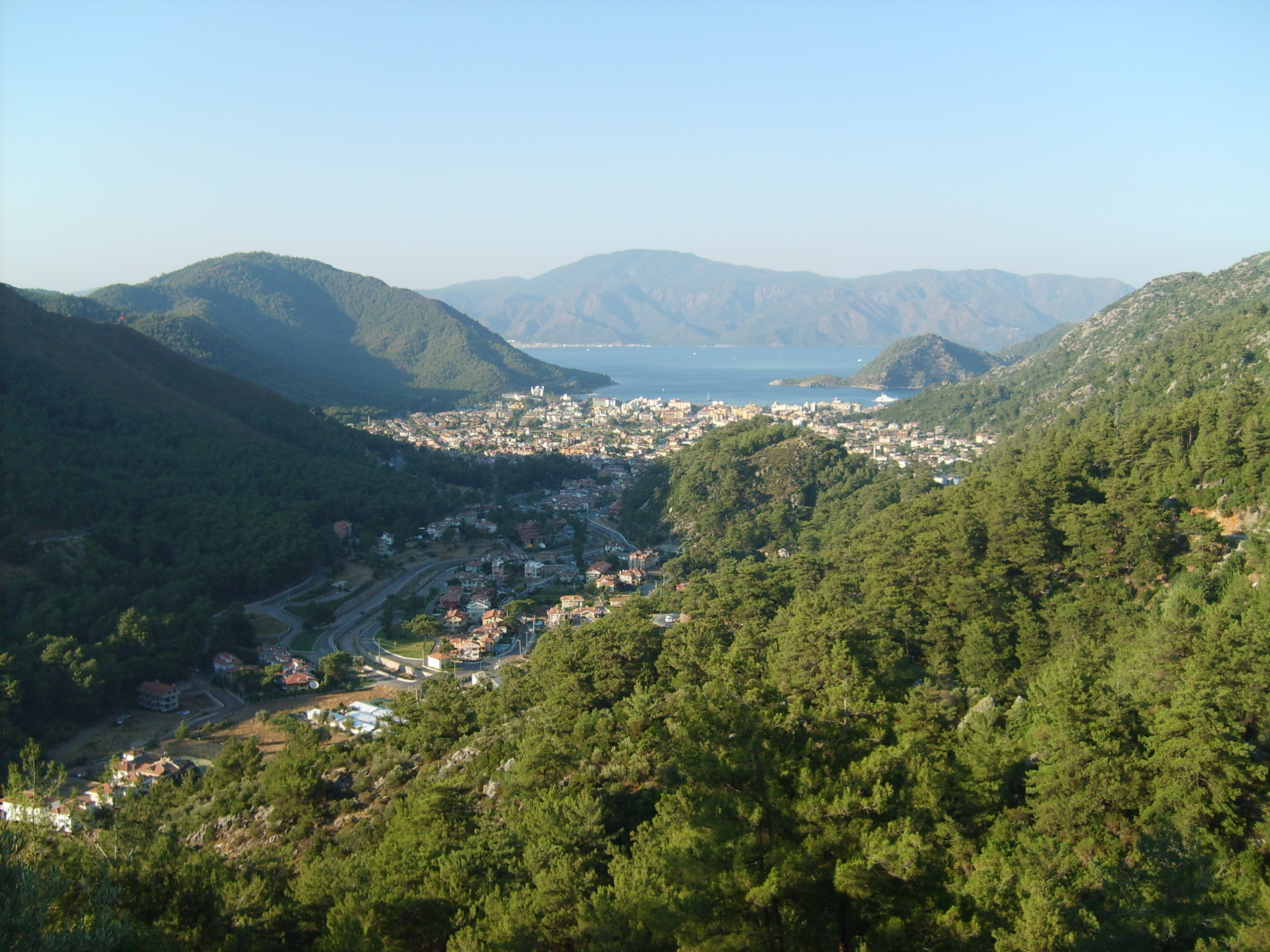
Turunç a Marmaris
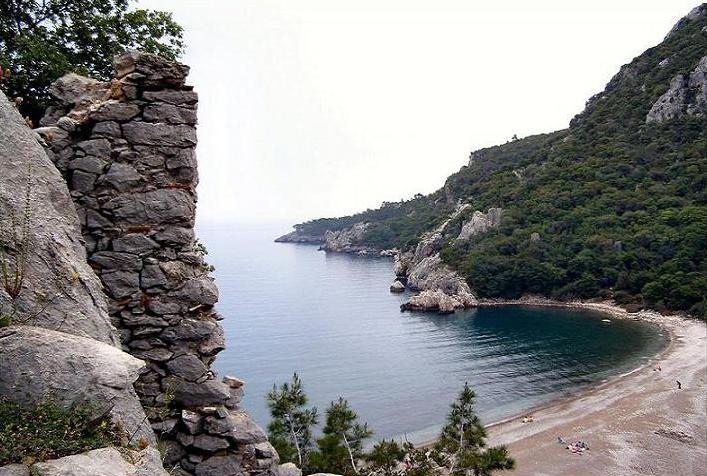
Olympos Beach
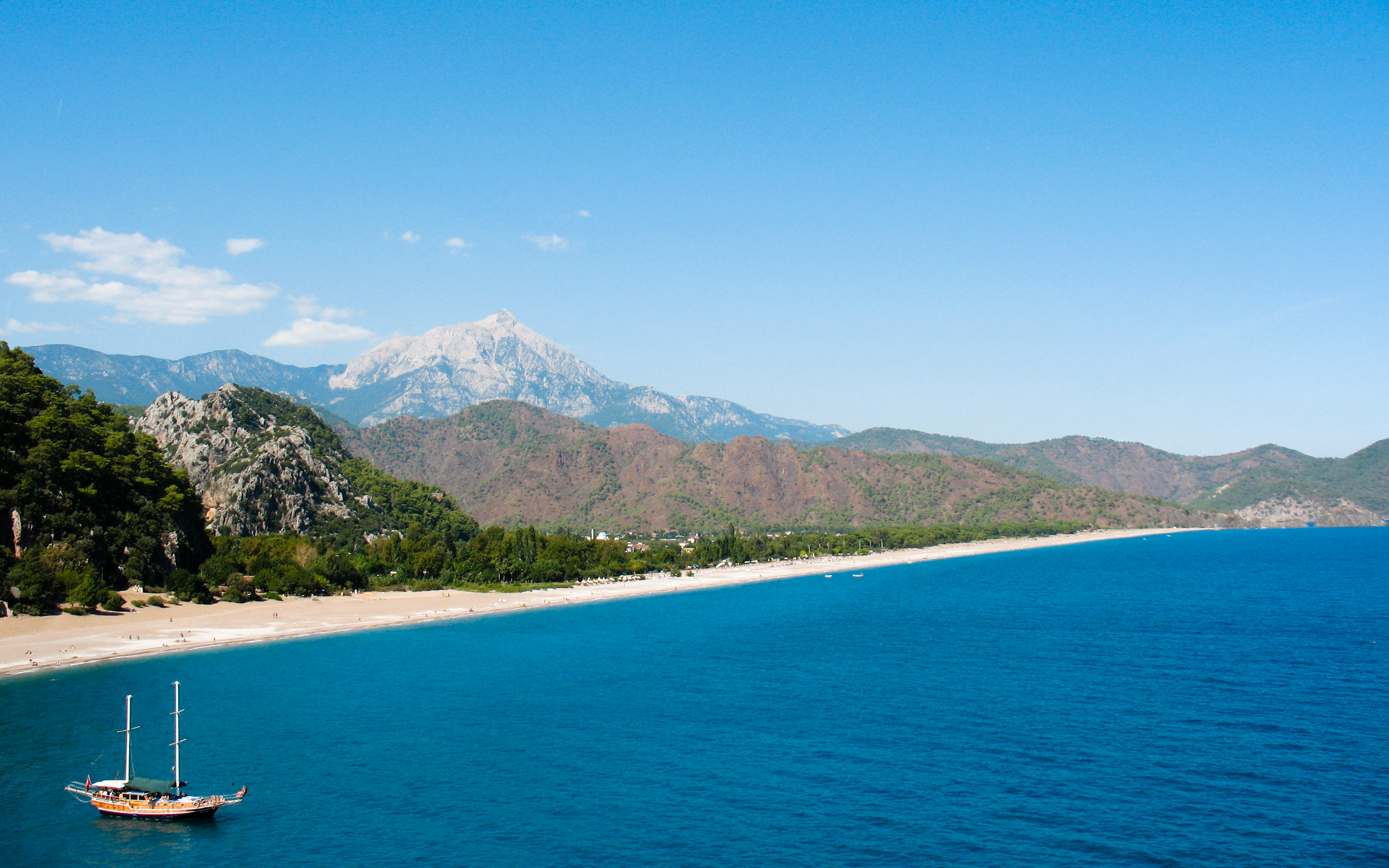
Tahtalı Dağı
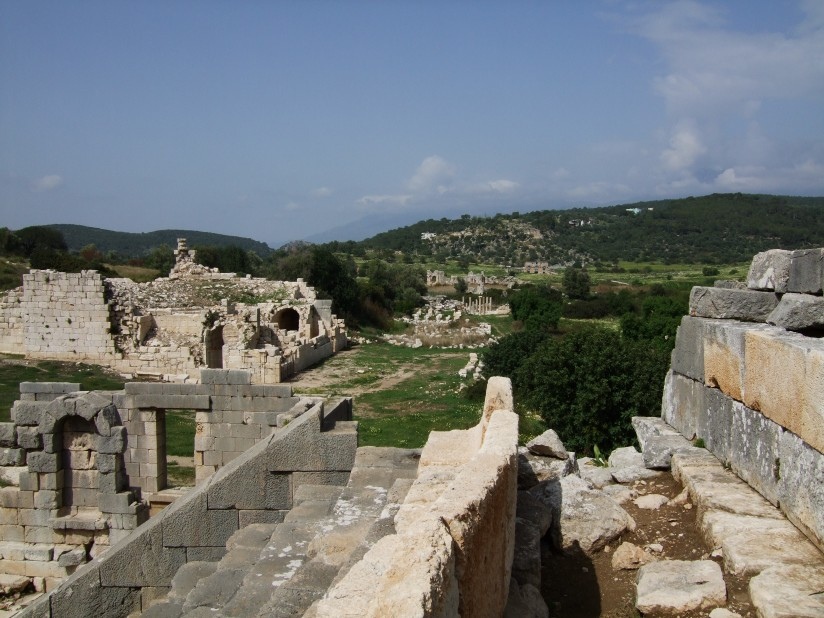
Rovine a Patara (Licia)
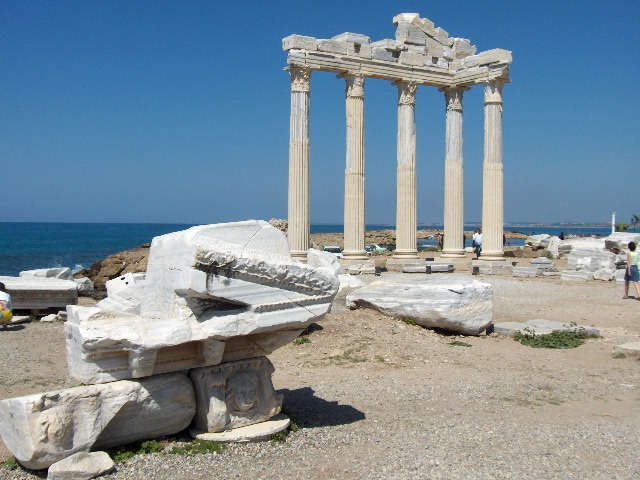
Rovine del Tempio di Apollo, a Side
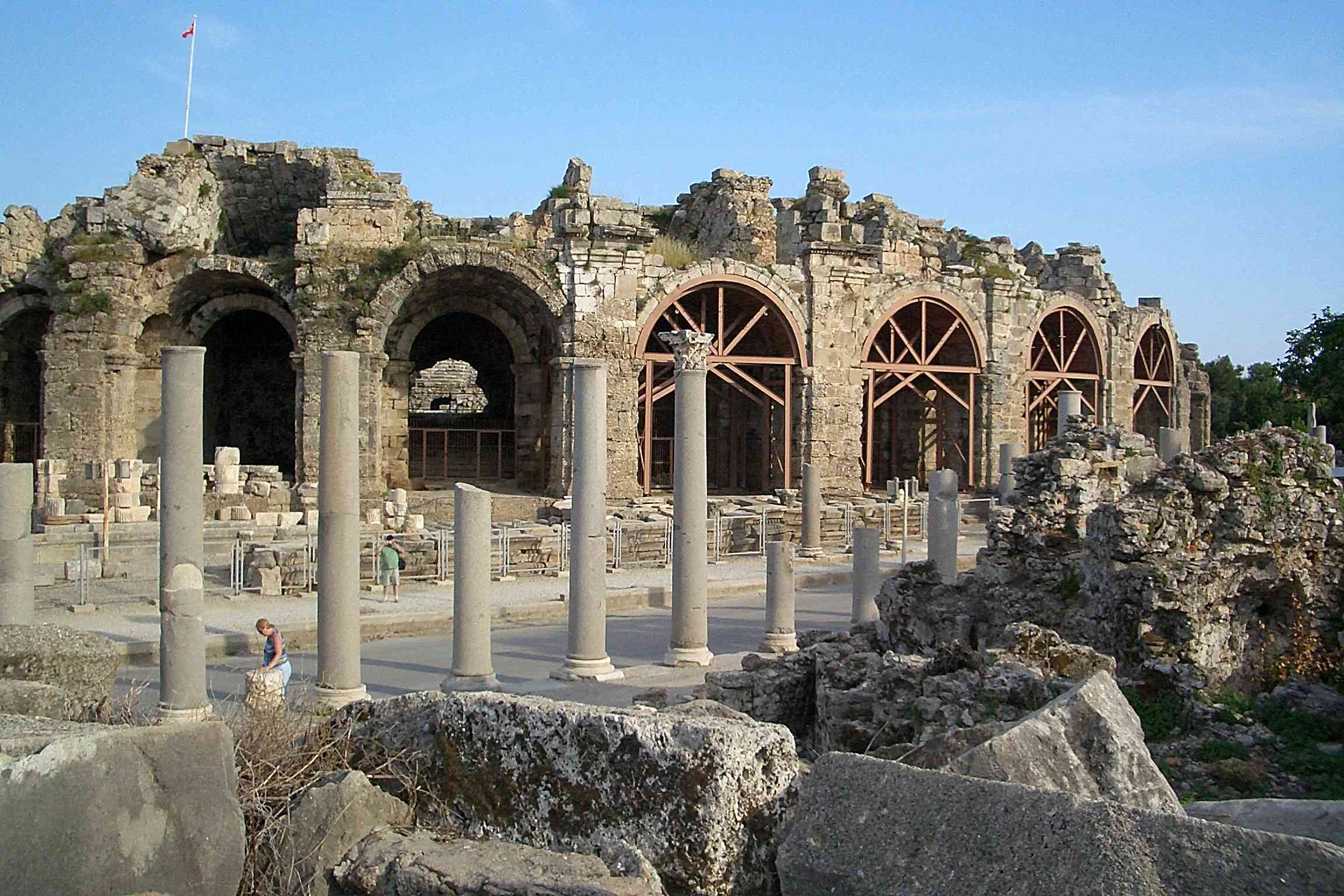
Mura esterne del teatro di Side
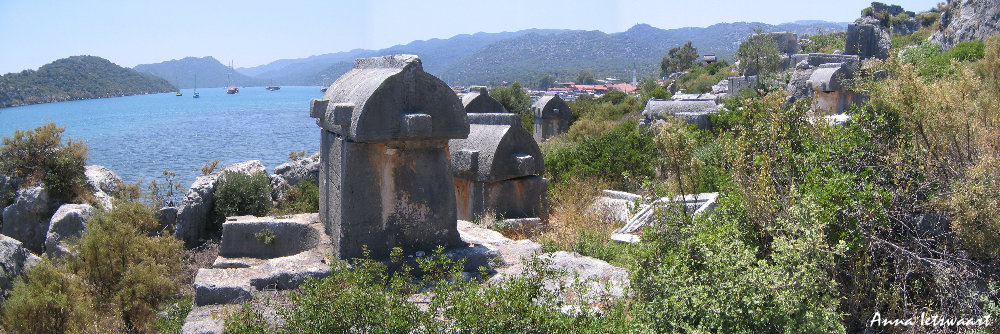
Tombe liciane a Simena